# San Juan (Argentina)
San Juan è la capitale della provincia di San Juan, nella regione argentina del Cuyo. Essa è inoltre sede del municipio omonimo, capoluogo del dipartimento di Capital. La città è situata nella Valle di Tulúm, sulle rive del fiume San Juan, ad un'altitudine di 650 m s.l.m. Ha una popolazione di circa 113 000 abitanti (più di 450 000 considerando l'area metropolitana).

## Storia
Prima dell'arrivo dei conquistadores spagnoli, la regione era abitata dagli indiani Huarpe.
San Juan de la Frontera fu fondata il 13 giugno 1562 da Juan Jufré lungo il corso del fiume San Juan. Nel 1593 un'inondazione danneggiò la città, che per questa ragione fu trasferita 2,5 km più a sud, nell'attuale posizione.
San Juan era un luogo tranquillo in epoca coloniale (1562-1810) e non prese praticamente parte alle guerre intestine che devastarono l'Argentina nel suo cosiddetto Periodo Organizzativo (1820-1860). Tuttavia due dei membri più importanti del Congresso di Tucumán, nel 1816, che sancì l'indipendenza dell'Argentina dalla Spagna, provenivano da San Juan: Narciso Fernández de Laprida, il presidente del congresso, e il vescovo di San Juan, Justo Santa María de Oro, un frate domenicano ed eloquente oratore, alla cui persuasiva arringa fu in larga parte dovuta la costituzione dell'Argentina come repubblica, e non monarchia come il Brasile.
Probabilmente il più noto e importante nativo della città fu il nipote di frate Justo, Domingo Faustino Sarmiento, la cui casa natale fu convertita in Monumento Storico Nazionale nel 1910, durante l'amministrazione del presidente Roque Sáenz Peña.
Il 15 gennaio 1944, un violento terremoto devastò la città, uccidendo circa 10 000 persone e lasciando metà della popolazione della provincia senza casa. Un altro sisma, 7,4 della scala Richter, colpì 80 km a nord-est della città il 23 novembre del 1977, causando danni considerevoli ed uccidendo 65 persone in tutta la provincia.
Dopo il disastro del 1944, la città fu ricostruita su viali concentrici, dai quali si dipartono vie rettilinee, ben illuminate ed alberate, e con abitazioni moderne, su piano urbanistico dell'ingegner Ezio Lorenzelli. Ha perso buona parte della sua architettura coloniale, ma conserva un aspetto aperto e soleggiato, tipicamente mediterraneo. San Juan possiede una delle più moderne ed attive sale da concerto dell'Argentina, così come numerose piazze e parchi, fra cui il Parque de Mayo con il suo grande lago artificiale.
La vecchia Cattedrale del XVIII secolo in stile gesuita fu distrutta dal terremoto del '44, ma è stata sostituita da un moderno edificio tosco-romanico con campanile. San Juan è sede di un Arcidiocesi Metropolitana Cattolica e di una Università Cattolica.

## Geografia e clima
La città di San Juan è situata in una fertile vallata all'interno di una regione montana rocciosa. Le temperature invernali sono generalmente miti, e variano da 1 °C a 18 °C, mentre le estati sono calde e molto secche, con temperature fra i 19 °C e i 35 °C.
Poiché nella regione le precipitazioni sono molto scarse, lungo il fiume San Juan è stata eretta una diga per garantire un rifornimento d'acqua regolare alla città. La diga fornisce anche energia elettrica alla regione.
Il 65% della produzione agricola è legata alla viticoltura e alla produzione di vino.

## Trasporto
La città sorge lungo la Ruta Nacional 40 che la collega a Mendoza (168 km), a sud, e alla provincia di La Rioja (449 km dalla capitale), a nord, ed è collegata alla Ruta Nacional 20, che porta a San Luis (323 km). Distanze verso altre città: Córdoba (585 km), San Fernando del Valle de Catamarca (623 km) e Buenos Aires (1110 km).
L'aeroporto Domingo Faustino Sarmiento (codice UAQ) si trova 12 chilometri a sud-est della città, ed ha voli regolari su Buenos Aires e Mendoza.

## Economia

### Turismo
Il turismo a San Juan è incentrato sulla produzione di vino e sulla sua degustazione, e sulle straordinarie formazioni rocciose in luoghi come il Parco Nazionale Ischigualasto, a 330 km dalla città, la Valle de la Luna e la Quebrada de Ullum, a 18 km.
Un altro sito di interesse è il santuario della Difunta Correa, a 64 km di distanza da San Juan, lungo la Ruta 141.
Vi è inoltre l'apprezzato museo archeologico Mariano Gambier a La Laja, a circa 25 km di distanza del centro della città. È dedicato alle numerose culture che hanno abitato la regione di San Juan dalla preistoria fino all'arrivo degli spagnoli nel 1560. Possiede un'inestimabile collezione di manufatti indiani, pitture rupestri e altri aspetti della vita e dell'agricoltura nella valle di Tulúm negli ultimi 8 500 anni.

## Sport
La principale società sportiva della città è il Club Atlético San Martín, che disputa le sue partite interne presso lo stadio Ingeniero Hilario Sánchez. Nella stagione 2007-08 ha partecipato per la prima volta nella sua storia nella massima serie del calcio argentino.
Un'altra società sportiva attiva a San Juan è il Club Sportivo Desamparados.

## Curiosità
È la città di nascita di Sabina Ciuffini, ex showgirl, attrice, cantante e imprenditrice italiana.